# Адам Ерелі
Джозеф Адам Ерелі (народився 1960, англ. J. Adam Ereli) - був американським дипломатом і послом. 
Ерелі був послом Сполучених Штатів в Королівстві Бахрейн з 2007 по 2011 рік. Згодом він був заступником помічника держсекретаря з питань освіти і культури в 2011-2014 роках. В даний час він є заступником голови фірми Mercury, консалтингової фірми з державної стратегії у Вашингтоні, округ Колумбія.

## Кар'єра
У 1989 році Ерелі приєднався до дипломатичної служби і служив в Африці. 
Він також служив директором Управління по зв'язках з пресою і громадськістю. Ерелі був приведений до присяги як 15-й посол Сполучених Штатів у Королівстві Бахрейн  28 червня 2007 року. 

## Життя
Пан Ерелі здобув ступінь(B.A.) з історії в Єльському університеті в 1982 році і ступінь магістра з міжнародних відносин у Флетчерскій школі права і дипломатії в Тафтському університеті в 1989 році. Перед вступом на дипломатичну службу працював журналістом і правозахисником у Парижі.
В Україні став відомий, коли виступив з гучною заявою щодо одного з антикорупціонерів — Віталія Шабуніна: «Директор ЦПК Віталій Шабунін заробляє 34 тисячі доларів за поданими до податкової даними. У 2010 році він купив квартиру за 60 тисяч доларів. У 2014 році він придбав землю під Києвом за 20 тисяч доларів. У 2016 році він продав свою квартиру за 34 тис. доларів і побудував будинок за 83 тис. доларів. Вся нерухомість зареєстрована на ім'я його дружини, і не існує іпотечних кредитів на майно».
15 липня 2017 року на сайті FoxNews у розділі Opinion була оприлюднена колонка Адама Ерелі, у якій йшлося про корупцію в Україні. Посол Ерлі використав дані з "компромату", що поширюють невідомі серед естеблішменту США. Зокрема, екс-чиновник звинуватив ЦПК в отриманні "відкатів". Жодних доказів своїм твердженням Посол Ерлі не навів.
У 2013 році Адам Ерелі входив у керівництво американської лобістської фірми Mercury, яку тоді ж винаймали соратники Януковича для лобіювання своїх інтересів у Сполучених Штатах. Послуги лобістів добре оплачувалися через брюссельського посередника — організацію "Європейський центр сучасної України", засновниками якої на той час виступили троє впливових депутатів від Партії регіонів. Керівником організації стала Іна Кірш-Ван де Ватер, яка також фігурує у записах "тіньової бухгалтерії" Партії Регіонів.

## Зовнішні посилання
- https://web.archive.org/web/20160818164946/http://www.mercuryllc.com/experts/amb-adam-ereli/

 Вікісховище має мультимедійні дані за темою: Адам Ерелі
- Державний департамент США - Джей Адам Ерелі [Архівовано 28 лютого 2011 у Wayback Machine.]
- В. Адам Ерелі - проект nndb профілю [Архівовано 21 травня 2018 у Wayback Machine.]
- Публікації на C-SPAN